# Computer-aided manufacturing
Computer-aided manufacturing (meestal afgekort tot CAM) is gericht op de toepassing van de computer bij de fabricage van onderdelen en producten. CAM wordt, net als CAD, gerealiseerd door op maat gemaakte softwarepakketten.
Algemeen geldt dat een CAM-pakket in staat is om verschillende soorten CAD-bestanden, zoals DWG-, DXF-, STEP- of SLDPRT-bestanden, in te laden. Daarnaast kan men zelf het CAM-pakket gebruiken om productcontouren te tekenen. Wanneer dit gebeurd is, worden de bewerkingen aan het product/contour toegekend. CAM-pakketten zijn vaak erg uitgebreid en zijn meestal voorzien van handige bewerkingstrategieën. Het bepalen van de opspanningen en het kiezen van de gereedschappen verloopt op dezelfde grafisch interactieve wijze als bij het ontwerpen. De programmeur wijst de vormelementen van het product aan op het beeldscherm. Het inschrijven van maten op de tekening is dan ook overbodig. De berekende gereedschapsbaan wordt meteen op het beeldscherm getoond.
De directe voordelen van CAM manifesteren zich in:
- Een aanmerkelijke verkorting van de werkvoorbereidingstijd;
- Een drastische vermindering van fouten in de programmering van de productiewerktuigen;
- Een efficiëntere inzet van de productiemiddelen in de werkplaats alsmede een betere kwaliteitsbeheersing.

## Publicaties
- Johan Blaauwendraad, "CAD/CAM, breed gezien: van schot naar scherm." (1987) in: Termen en Schermen. Diesrede TD Delft, 13 januari 1987. TU Delft 1987.